# Felsőmerse
Felsőmerse (szlovákul: Vyšný Mirošov) község Szlovákiában, az Eperjesi kerület Felsővízközi járásában.

## Fekvése
Felsővízköztől 13 km-re északnyugatra, az Ondava felső folyása és a lengyel határ között, a határ mellett található.

## Története
1567-ben „Felsö Mireso” néven említik először, amikor a német jog alapján ruszin pásztorokkal telepítették be. 1572-ben „Felssö Meraso”, 1618-ban „Felsö Miroso” alakban tűnik fel. Ruszin többségét évszázadokig megőrizte. A makovicai uradalomhoz tartozott, majd a 18. században az Aspremontoké. 1787-ben 74 házában 474 lakos élt.
A 18. század végén Vályi András így ír róla: „Alsó, és Felső Mirosa. Két orosz falu Sáros Várm. földes Ura G. Áspermont Uraság, lakosaik katolikusok, és másfélék, fekszenek Meszticskához 3/4 órányira, földgyeik soványak, legelője, és fája tűzre elég van.”
A 19. században a Széchenyi családé volt a település. 1806-ban Kutuzov orosz serege vonult át a községen. 1828-ban 110 háza és 804 lakosa volt. Lakói állattartással, erdei munkákkal, szövéssel foglalkoztak.
Fényes Elek 1851-ben kiadott geográfiai szótárában így ír a faluról: „Alsó- és Felső-Mirossó, 2 orosz falu, Sáros vmegyében, a makoviczi uradalomban, Zboró fil., 18 rom., 1136 gör. kath., 6 zsidó lak. F. Mirossón görög kath. plebánia van. Ut. p. Orlik.”
1850 és 1890 között sok lakosa kitelepült. 1914-1915-ben orosz csapatok szállták meg. 1920 előtt Sáros vármegye Felsővízközi járásához tartozott.
A későbbiekben a ruszin többséget a betelepülő szlovák lakosság megváltoztatta. Lakói részben a közeli Felsővízköz üzemeiben dolgoztak.

## Népessége
| Év:            | 1994. | 2004.    | 2014.   | 2024.   |
| -------------- | ----- | -------- | ------- | ------- |
| Emberek száma: | 533   | 590      | 597     | 572     |
| Eltérés:       |       | +10,69 % | +1,18 % | -4,18 % |

| Év:            | 2023. | 2024.   |
| -------------- | ----- | ------- |
| Emberek száma: | 573   | 572     |
| Eltérés:       |       | -0,17 % |

1910-ben 521, túlnyomórészt ruszin lakosa volt.
2001-ben 604 lakosából 278 szlovák, 185 ruszin és 111 cigány volt.
2011-ben 579 lakosából 265 szlovák, 206 ruszin és 60 cigány.

## Nevezetességei
- Szent Kozma és Damján tiszteletére szentelt görögkatolikus temploma 1863-ban épült, 2000-óta ortodox templom.
- Új Szent Kozma és Damján görögkatolikus temploma 2000-ben épült.